# 孟丙 (晋国)
孟丙（？—？），姓不详，孟氏，名丙，晋国大夫。
前514年，晋国的祁氏和羊舌氏被六卿消灭。中军将魏献子将祁氏的封邑分为七个县，魏献子认为孟丙贤能，提拔他担任盂大夫，孟丙在接受县大夫的职务后才进见魏献子。